# Xiuying
Xiuying  léase Siú-Ying (en chino simplificado, 秀英区; pinyin, Xiùyīng qū) es un distrito urbano bajo la administración directa de la ciudad-prefectura de Haikou. Se ubica en la provincia isleña de Hainan, extremo sur de la República Popular China. Su área es de 511 km² y su población total para 2018 fue más de 300 mil habitantes.

## Administración
El distrito de Xiuying se divide en 8 pueblos que se administran en 2 subdistritos y 6 poblados.